# Canning Highway
La Canning Highway est une autoroute de l'État d'Australie-Occidentale qui relie Victoria Park en banlieue sud de Perth avec Fremantle.